# Piraúba
Piraúba är en kommun i Brasilien.   Den ligger i delstaten Minas Gerais, i den sydöstra delen av landet, 800 km sydost om huvudstaden Brasília. Antalet invånare är 10 866.
Omgivningarna runt Piraúba är huvudsakligen savann. Runt Piraúba är det ganska tätbefolkat, med 56 invånare per kvadratkilometer.